# Fritz Lütkemeyer

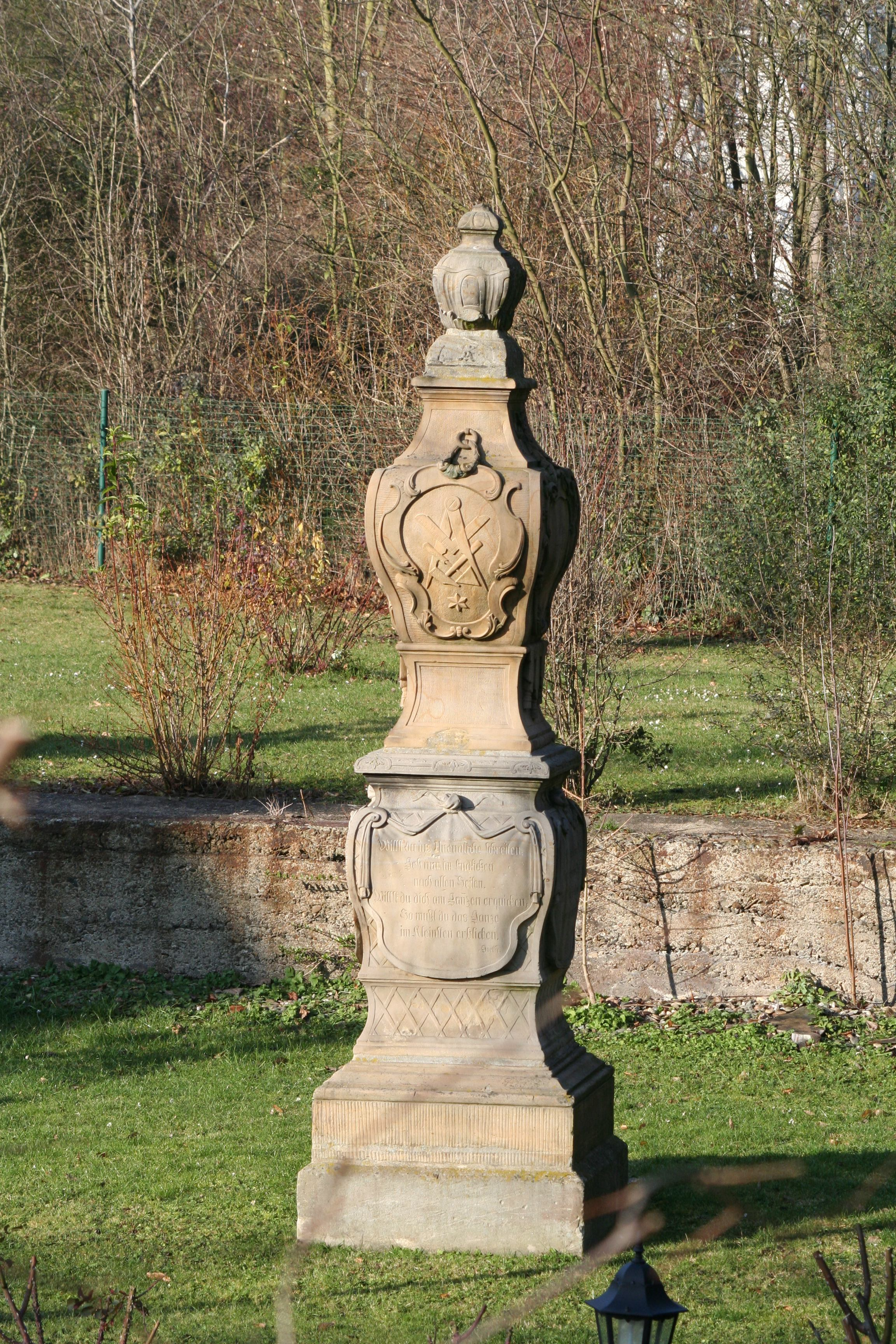
Denkmal für Lütkemeyer in Coburg, Zikenwehr 11

Friedrich Wilhelm Ludwig Lütkemeyer (* 5. April 1842 in Herford,:S. 75 Königreich Preußen; † 25. Mai 1912 in Coburg:S. 77 Herzogtum Sachsen-Coburg und Gotha) war ein deutscher Theatermaler, Bühnenbildner und Kunstsammler.

## Leben
Lütkemeyer war Sohn des Kaufmanns Ludwig Lütkemeyer und dessen Ehefrau Emilie, gebürtige Herpe. Nach einer Ausbildung zum Maler in München begann er 1861 als Gehilfe in dem Theatermaler-Atelier des Theatermaschinisten und Dekorationsmalers Joseph Mühldorfer in Mannheim.:S. 75 Nach dem Tod von Joseph Mühldorfer im Jahr 1863 stellte der Sohn Wilhelm Mühldorfer Lütkemeyer als Ersten Gehilfen in seinem 1864 eröffneten Atelier in Coburg ein.:S. 76 Coburg wurde in der Folge zu seinem Hauptwirkungsort. Ab Herbst 1865 war Lütkemeyer Maler und Geschäftsführer in dem Atelier, das er 1867 nach dem Tod von Wilhelm Mühldorfer übernahm und noch bis 1875 unter dem alten Firmennamen „Wilhelm Mühldorfer“ führte.:S. 76
Die Gewerbeordnung für den Norddeutschen Bund von 1869 beinhaltete das Theater als Gewerbe und ermöglichte jedem Bürger mit einer entsprechenden Lizenz ein Theater zu eröffnen.:S. 76 Dies führte zu einem Theater-Boom mit einer hohen Nachfrage bezüglich Theaterkulissen und einer Expansion des Ateliers. Im Jahr 1892 beschäftigte Lütkemeyer in Coburg 20 Maler in fünf Malersälen,:S. 78 1895 waren es acht Malersäle, meist in eigenen Gebäuden. Neben Bühnendekorationen entstanden auch Theatermöbel.:S. 183
Die Bühnenausstattungen konnten per Katalog bestellt werden. Lütkemeyer belieferte verschiedene deutschsprachige Bühnen und erlangte als Zentrum der Bühnenbildnerei und -ausstattung internationale Bedeutung. Über Jahrzehnte konkurrierte er mit der Coburger Werkstatt von Max Brückner. Um 1912 besaß er auch Ateliers in Wien, London und Budapest.
Am 20. Juli 1870 wurden Lütkemeyer die Coburger Bürgerrechte verliehen. Von 1893 bis 1895 war er Mitglied der Coburger Stadtverordnetenversammlung.:S. 76 Im Jahr 1894 folgte die Ernennung zum Professor.:S. 76
Zu den bekannten Mitarbeitern im Atelier zählten neben seinem Sohn Gustav Lütkemeyer die Bühnenbildner und Maler Ludwig Sievert, Ottomar Starke, Arthur Rose, Emil Maurer und Wilhelm Kupfer:S. 78 sowie Carl Breuer, Adolf Mahnke und Lothar Schenck von Trapp.
Seine Kunstsammlung wurde 1917 in Rudolph Lepke’s Kunst-Auctions-Haus versteigert. Die zunächst von den Söhnen weitergeführten Ateliers wurden 1919 aufgelöst.

## Familie
Lütkemeyer heiratete 1866 Amalie Wertele aus Graben. Aus dieser Beziehung stammten zwei Söhne und zwei Töchter. Nach dem Tod von Amalie im Juni 1871 folgte 1873 die Ehe mit Hedwig Ballenstedt aus Langelsheim im Herzogtum Braunschweig. Aus dieser Beziehung stammten zwei Söhne und drei Töchter.:S. 182 Die älteste Tochter Helena Luise heiratete den Coburger Oberbürgermeister Gustav Hirschfeld. Der älteste Sohn Gustav (1875–1965) arbeitete als Maler im Atelier, der jüngere Sohn Otto als Kaufmann.:S. 77